# Жечюс, Леонардас Юргиевич
Леонардас Юргиевич Жечюс (лит. Leonardas Žečius) — советский хозяйственный, государственный и политический деятель, Герой Социалистического Труда.

## Биография
Родился в 1921 году в Каунасе. Окончил ремесленную школу. Член КПСС c 1944 года.
Участник Великой Отечественной войны, был радиоинструктором Красной армии (1941—1944). Боец партизанского отряда Тракайской партизанской бригады. им. Витаутаса с начала 1944 года. С 1944 года — на хозяйственной, общественной и политической работе. В 1944—1951 годах — второй секретарь Тракайского укома КП(б) Литвы, первый секретарь Лаздийского укома КП(б) Литвы. В 1951—1954 годах учился в Высшей партийной школе в Москве. В 1954—1962 годах первый секретарь Капсукского райкома Компартии Литвы. В 1968—1970 годах был заместителем министра охраны общественного порядка Литовской ССР (имел звание полковника внутренней службы).
Указом Президиума Верховного Совета СССР от 5 апреля 1958 года присвоено звание Героя Социалистического Труда с вручением ордена Ленина и золотой медали «Серп и Молот».
Избирался депутатом Верховного Совета Литовской ССР 4-6-го созывов.
Умер до 1985 года.